# Bósa saga ok Herrauðs
Bósa saga ok Herrauds  o Saga de Bósi y Herraud es una saga legendaria o epopeya escrita hacia el 1300 preservada en tres manuscritos del siglo XV y relata las aventuras fantásticas de dos amigos, Herraud (nórdico antiguo Herrauðr) y Bósi.
Esta saga es única debido a la aparición de varias escenas de evidente contenido erótico, hecho que no se da en la misma medida en ninguna otra obra en prosa de la Edad Media islandesa, conectando así esta saga con otras conocidas obras medievales de explícito contenido sexual y burlesco como los célebres fabliaux franceses.

## Sinopsis
La historia se inicia con el rey Hring (Hringr) de Östergötland, Suecia de quien se dice que es hijo de Gauti, hijo de Odín y hermanastro de Gautrek el Generoso, quien aparece como rey de Västergötland en la saga de Gautrek, aunque cronológicamente no coincide ya que Hring es contemporáneo del rey de Dinamarca y Suecia, Harald Hilditonn. La esposa de Hring se llama Sylgja, hija del jarl Sæfara de Småland. Sæfara tiene dos hijos llamados Dagfari y Náttfari quienes sirven al rey Harald.
Herraud, el héroe principal de la saga, era el hijo de Hring y Sylgja. Pero Hring también tiene un hijo ilegítimo llamado Sjód (Sjóðr) que sirve como tesorero real de su padre y recaudador de impuestos y cuyo nombre (según la saga) deriva la palabra sjödr ("bolso"). Hring prefiere a Sjód sobre Herraud.
El mejor amigo de Herraud es Bósi, el hijo menor de un vikingo Thvari o Bryn-Thvari y Brynhild, antigua guerrera skjaldmö e hija del rey Agnar de Nóatún. Thvari había mutilado parcialmente a Brynhild en un holmgang (duelo), cuando ella era conocida como Bögu-Brynhild ("Truco-Brynhild"), del que nunca se había recuperado del todo. Thvari casó con Brynhild y tuvieron dos hijos, Smid (Smiðr) y Bósi. Smid aprendió magia de su madre adoptiva Busla que tenía hechizos poderosos. A Bósi a veces le llaman Bögu-Bósi por su madre.
Bósi era un muchacho recio que alguna vez había sido proscrito por mutilar a algún compañero durante un juego de pelota. Herraud, insatisfecho, obtuvo permiso de su padre, con las objeciones de Sjód, para organizar una expedición vikinga con cinco naves. A Hearraud se le une el exiliado Bósi y tuvieron éxito saqueando durante cinco años. Mientras tanto, en Östergötland, Sjód es extorsionado a la fuerza por Thvari que le exige como pretexto para un wergeld (indemnización) para las víctimas que había lesionado Bósi. En estos acontecimientos el barco de Bósi llega a la tierra de los wendos (Wendland) donde también está Sjód en una expedición comercial para el rey Hring. Surge la disputa entre los dos y Bósi mata a Sjód.
Entonces Herraud regresa a la corte noble de su padre, ofeciendo su compensación por la muerte de Sjód. El rey Hring rechaza todas las ofertas y estalla una guerra civil entre padre e hijo. Hring intenta capturar a Herraud y Bósi y prepara su ejecución. Pero esa noche, Busla usa su magia para presentarse repentinamente en el dormitorio real, amenaza y acosa al rey con maldiciones y conjuros, hasta que el indefenso rey acepta la paz con Herraud y Bósi, suspendiendo la ejecución a cambio de que acepten un encargo para una peligrosa misión.

## La búsqueda
Al día siguiente hring envía al exilio a Herraud de por vida y a Bósi también, pero Bósi puede regresar si lleva consigo el huevo de un buitre con una inscripción en letras doradas. Ambos marchan hacia Bjarmaland y comparten muchas aventuras. Un encuentro erótico entre Bósi y la hija de un granjero es sorprendentemente explícito, con un diálogo marcadamente divertido. Los dos compañeros son capaces de matar al buitre que guarda el templo de Jumala en Bjarmaland, consiguen el huevo, matan a la sacerdotisa Kolfrosta madre del rey Harek de Bjarmaland, rescatando a Hleid (Hleið), hermana del rey Gudmund (Godmundr) de Glæsisvellir que había sido llevada para convertirla en la nueva sacerdotisa. Herraud toma a Hleid como esposa mientras Bósi regresa a Östergötland donde el rey Hring recibe el huevo de buitre y acepta la reconciliación con Bósi y su hijo.

## Más aventuras
A partir de aquí, Herraud y Bósi se decantan por el bando del rey Harald Hilditonn y participan en la famosa batalla de Brávellir (Bråvalla) y son de los pocos afortunados que sobreviven. 
Mientras tanto el rey Godmund de Glæsisvellir, que no sabía lo sucedido con su hermana Hleid, la promete en matrimonio con Siggeir, hijo del rey Harek de Bjarmaland. Siggeir podría tenerla como su esposa si la podía encontrar. Siggeir y su hermano Hrærek conocían el secuestro de Hleid en Bjarmaland por Herraud y Bósi, así como la destrucción del templo, y camino a Götaland atacaron al rey Hring que llevaba un pequeño destacamento consigo, ya que la mayor parte de su ejército había ido a Bråvalla. Hring murió en batalla mientras que Hleid fue llevada de nuevo a Glæsisvellir.
A su regreso de Bråvalla, Herraud y Bósi, acompañados por el hermano de Bósi, Smid y la hechicera Busla, se dirigen a rescatar a Hleid. Cumplen con su objetivo de rescate tras muchas aventuras (y dos divertidos encuentros eróticos entre Bósi y dos vírgenes). Herraud recupera a Hleid y Bósi secuestra a la hija del rey Harek, Edda. Smid y Busla muestran sus poderes mágicos. Cuando el rey Harek ataca tomando forma de jabalí gigante, una perra enorme (aparentemente Busla) se le enfrenta. Ambos se hunden en el mar y nunca más se vuelve a saber de ellos.

## Epílogo
Herraud se convierte en rey de Östergötland como heredero legítimo mientras Bósi se convierte en rey de Bjarmaland tras su matrimonio con Edda. En una de esos encuentros eróticos Bósi se convierte en padre de Svidi el Audaz, padre de Vilmund el Sabio Distraído.
Herraud y Hleid son padres de una hija, Þóra Borgarhjörtr (Tora Borgarhjort) que tenía una serpiente en su glorieta y solo aquel que podía matarla podría ganar su mano en matrimonio. El guerrero que pudo hacerlo fue el famoso vikingo Ragnar Lodbrok. El relato explica al final que la serpiente había nacido del huevo de buitre que en su momento Herraud y Bósi consiguieron en su búsqueda.

## Herraud
La historia de Ragnar y la serpiente también aparece en Ragnars saga loðbrókar y Þáttr af Ragnars sonum, aunque en la primera versión se presenta a Herraud como jarl Herrud (Herruðr) de Gautland y en la segunda como jarl de Västergötland. En ambas versiones el padre es el rey Hring. Una versión con dos serpientes en lugar de una aparece en Gesta Danorum (Libro 9) de Saxo Grammaticus donde Herraud aparece como Herothus, rey de Suecia. Ninguna se estas versiones explican el origen de la o las serpientes, por lo que parece que la historia de Herraud y Bósi fue inventada en parte como precuela para justificar este vacío.